# Veia do bulbo do vestíbulo
A veia do bulbo do vestíbulo é uma veia da pelve.